# Ballumerbocht (water)
De Ballumerbocht is een baai aan de zuidzijde van het eiland Ameland in de Waddenzee tussen de dorpen Ballum en Nes. Aan het water ligt buurtschap Ballumerbocht.

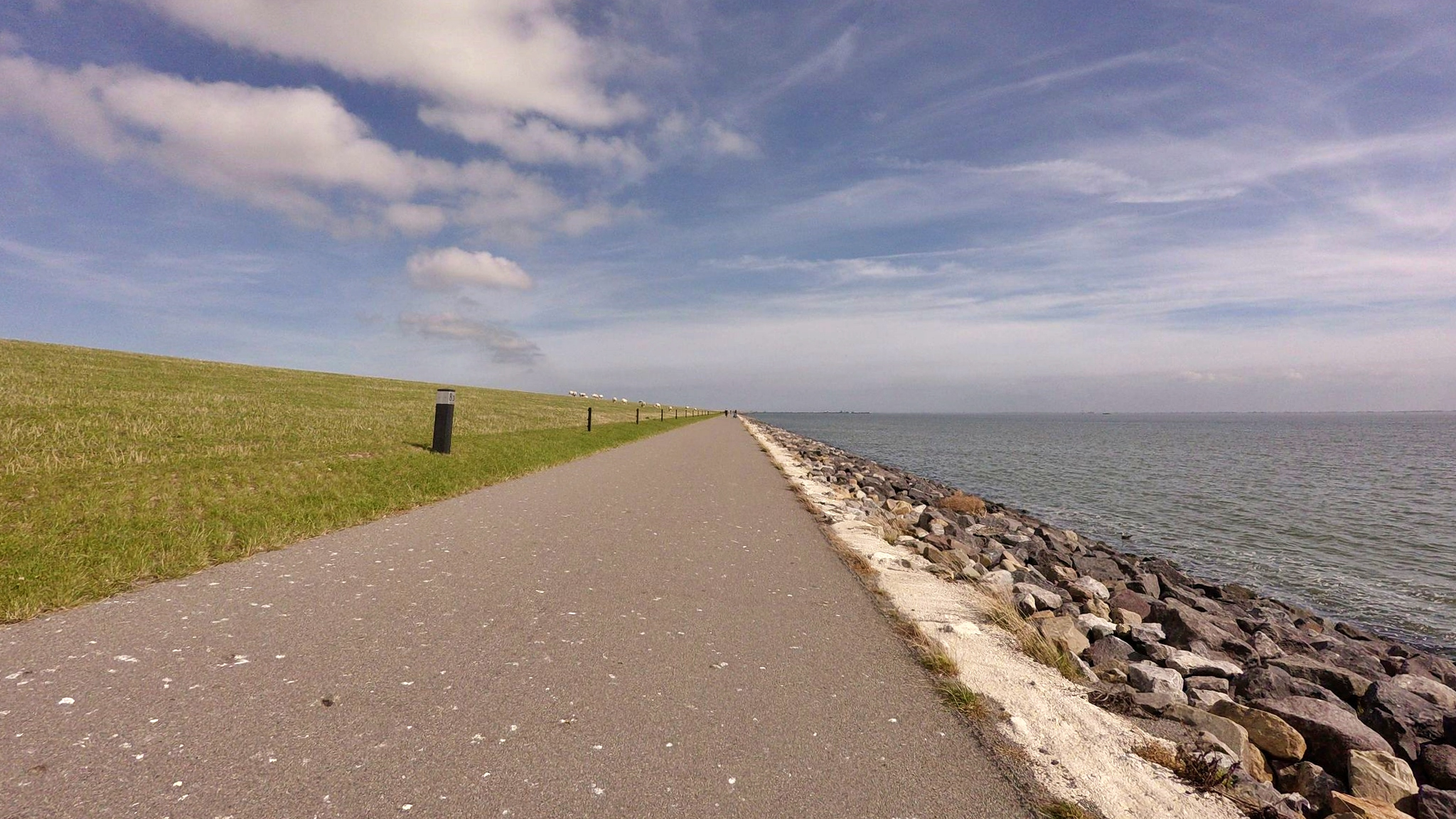
Dijk langs de Ballumerbocht